# Thinorycter redikortzevi
Thinorycter redikortzevi är en skalbaggsart som beskrevs av Kieseritzky och Reichardt 1927. Thinorycter redikortzevi ingår i släktet Thinorycter, och familjen Aphodiidae. Inga underarter finns listade.